# Islas Leti
Las islas Leti (en indonesio: Pulau Leti) son parte de las islas menores de la Sonda, en el suroeste de la provincia de Molucas, al este de Indonesia. Las islas principales son Moa, Leti y Lakor. Las islas Leti pertenecen al distrito sudoeste de la provincia de Molucas.
Las islas poseen 750 kilómetros cuadrados de superficie y soportan una población de aproximadamente 16 000 personas. La ciudad más importante es Pati, en Moa. Las industrias incluyen el cultivo de arroz, cocoteros y el tabaco, la ganadería y la pesca.